# Wild Angels
Wild Angels è il terzo album in studio della cantante country statunitense Martina McBride, pubblicato nel 1995.

## Tracce
1. Wild Angels – 3:44
2. Safe in the Arms of Love – 3:13
3. Phones Are Ringin' All Over Town – 3:31
4. A Great Disguise – 3:58
5. Swingin' Doors – 3:27
6. All the Things We've Never Done – 3:24
7. Two More Bottles of Wine – 3:15
8. Cry on the Shoulder of the Road – 3:08
9. You've Been Driving All the Time – 4:41
10. Born to Give My Love to You – 3:15
11. Beyond the Blue – 2:25